# 덕수궁 롯데캐슬
덕수궁 롯데캐슬(영어: Deoksugung LOTTE CASTLE)은 대한민국 서울특별시 중구 순화동에 위치한 아파트이다. 총 494세대 - 아파트 296세대 / 총 2개동 / 총 22층, 오피스텔 198세대 / 1개동/ 12층 (개별난방, 도시가스)으로 구성된다.  2013년에 착공하여 2016년에 완공하였다.